# Cliff Hansen
Cliff Hansen (ur. 30 kwietnia 1948 roku w San Diego) – amerykański kierowca wyścigowy.

## Kariera
Hansen rozpoczął międzynarodową karierę w wyścigach samochodowych w 1975 roku od startów w CASC Player's Challenge Series oraz Grand Prix de Trois-Rivieres. w CASC Player's Challenge Series z dorobkiem czterech punktów uplasował się tam na 32 pozycji w klasyfikacji generalnej. W późniejszych latach pojawiał się także w stawce IMSA Formuły Atlantic, Formula Atlantic Labatts Championship Series, CASC North American Formula Altantic Championship, Europejskiej Formuły 3, Brytyjskiej Formuły 3, Europejskiej Formuły 2 oraz FIA World Endurance Championship.
W Europejskiej Formule 2 Amerykanin wystartował w siedmiu wyścigach sezonu 1982 z ekipą Trundle Racing. Jednak nigdy nie zdołał zdobyć punktów. Został sklasyfikowany na 26. miejscu w końcowej klasyfikacji kierowców.